# 劉厲
刘厉（3世纪？—309年），十六國时期汉国（汉赵）宗室，被封为安阳王。
汉国开国皇帝刘渊册封刘厉为安阳王，官至平晋将军。河瑞元年（309年），皇子楚王刘聪率军攻打洛阳，进屯宣阳门，刘曜屯上东门，王彌屯广阳门。十月，刘聪亲自到嵩山祈祷，留下平晋将军刘厉、冠军将军呼延朗代理指挥留守的军队。晋朝太傅参军孙询劝东海王司马越乘虚出兵袭击呼延朗，司马越于是命孙询、将军丘光、楼裒等率帐下劲卒三千，自宣阳门袭击呼延朗，斩杀了呼延朗。刘聪听说后驰还。刘厉怕刘聪归罪自己，跳入洛水而死，谥号哀。